# Emma Frost
Emma Grace Frost es un personaje ficticio que aparece en los cómics estadounidenses publicados por Marvel Comics. Creada por el escritor Chris Claremont y el dibujante y coguionista John Byrne, el personaje apareció por primera vez en The Uncanny X-Men #129 (enero de 1980). Ella pertenece a una subespecie de humanos llamados mutantes que nacen con habilidades sobrehumanas. Su mutación le otorga habilidades telepáticas de alto nivel y el poder de convertirse en diamante orgánico. Emma Frost ha pasado de ser una supervillana y enemiga de los X-Men a convertirse en una superheroína y uno de los miembros y líderes más importantes del equipo. El personaje también ha sido conocido como la Reina Blanca y el Rey Negro en varios momentos de su historia. Se la suele caracterizar como sarcástica y con un humor seco.
Emma Frost ha sido descrita como una de las heroínas más notables y poderosas de Marvel, siendo a menudo llamada una mujer fatal. En una encuesta de 2007 de CBR, fue considerada el 22.º personaje más importante de Marvel.
Desde su introducción original en los cómics, el personaje ha aparecido en varios otros productos con licencia de Marvel, incluidos videojuegos, series de televisión animadas y productos como tarjetas coleccionables. Tahyna Tozzi interpreta al personaje en la película de acción real X-Men Origins: Wolverine (2009) como Emma Silverfox, mientras que January Jones la interpreta en X-Men: primera generación (2011).

## Desarrollo

### Concepto y creación
Chris Claremont se inspiró para crear el Club Fuego Infernal después de ver el episodio «A Touch of Brimstone» (1966) del programa de televisión The Avengers. En el episodio, el dúo de espías John Steed y Emma Peel se infiltran en una sociedad clandestina criminal y hedonista. El personaje de Emma Frost se inspiró específicamente en el de Emma Peel, interpretada por la actriz Diana Rigg. En el episodio, Rigg usó famosamente un provocativo atuendo consistente en un corsé, un collar y unas botas, y se convirtió en la «Reina del Pecado», aspectos todos que fueron incorporado en el diseño de Emma Frost.

### Historial de publicaciones

#### 1980s
Emma Frost debutó en la historia de Saga de Fénix Oscura en The Uncanny X-Men #129 (enero de 1980), creada por el escritor Chris Claremont y el artista coguionista John Byrne. Más tarde apareció en la serie New Mutants de 1983. Ella apareció en la miniserie Firestar de 1986, por Tom DeFalco, Mary Wilshire y Steve Leialoha.

#### 1990s
Emma Frost apareció en la serie Generación X de 1994, por Scott Lobdell, Chris Bachalo y Mark Buckingham.

#### 2000s
Emma Frost apareció en la serie New X-Men de 2001, de Grant Morrison. Más tarde apareció en la serie Emma Frost de 2003, su primera serie de cómics en solitario, por Karl Bollers. Apareció asimismo en la serie Astonishing X-Men, de Joss Whedon y John Cassaday. Apareció en la serie X-Men: Deadly Genesis de 2006, de Ed Brubaker. Apareció en el one-shot de X-Men Origins: Emma Frost de 2010, su primer cómic independiente.

#### 2020s
Emma Frost apareció en el one-shot de Giant-Size X-Men: Jean Grey & Emma Frost de 2020, su segundo cómic independiente, por Jonathan Hickman y Russell Dauterman. Apareció en la serie X-Men de 2021. Apareció en la serie Way of X de 2021. Aparece en la serie Sins of Sinister de 2023. Apareció en la serie Invincible Iron Man de 2023.

## Biografía ficticia

### Primeros años
Emma Grace Frost nació en Boston, Massachusetts, hija de los millonarios Winston y Hazel Frost. La familia Frost llegó a los Estados Unidos en el siglo XVII proveniente de Inglaterra y participó en la Guerra de independencia. Emma es la tercera de cuatro hijos: sus hermanos se llaman Christian, Adrienne y Cordelia. Winston es frío, despiadado y dominante, y a menudo imponía estándares increíblemente altos a sus hijos, mientras que Hazel abusaba de los medicamentos para lidiar con las tensiones de su hogar. Emma no tuvo apoyo emocional de sus padres o sus hermanas, pero se llevaba bien con su hermano Christian, quien es homosexual y consumía drogas para escapar del abuso de su padre. Sin que lo supiera la familia o ellas mismas, las tres hermanas Frost eran mutantes, cuyos poderes telepáticos maduraron al llegar a la pubertad. 
Considerada no apta por su padre, en su escuela Emma era objeto de burlas y acoso sin piedad por los otros estudiantes y tenía dificultades con sus calificaciones. Encontró apoyo en uno de sus profesores, Ian Kendall, de quien se enamoró. Después de algún tiempo con migraña severa, sus poderes mutantes telepáticos comenzaron a manifestarse, llegando a dejar inconsciente a toda la escuela durante una crisis nerviosa, lo que llevó a Charles Xavier a detectar su presencia. Xavier y la dra. Moira MacTaggart le hacen una visita al padre de Emma con la esperanza de que se una a su escuela, pero ni Emma ni su padre se muestran interesados.
Tras la aparición de sus poderes, Emma empezó a usarlos para sobresalir en todos los aspectos de su vida, por ejemplo leyendo las mentes de otros estudiantes para obtener las respuestas para sus exámenes. Enamorada de su profesor Ian, Emma decidió que se haría profesora, decisión a la que su padre se opuso. Un día, en su camino a casa desde la escuela, el auto de Emma se daña e Ian se ofrece a llevarla a su casa. Después de leer sus pensamientos y darse cuenta de que él pensaba que ella era hermosa e inteligente, Emma lo besó. Su hermana Adrienne se dio cuenta, y la grabó, lo que su padre usó como evidencia para que despidieran a Ian y para obligarla a renunciar a la idea de hacerse maestra. Frost intentó defenderse chantajeando a su padre. Cuando la homosexualidad de su hermano Christian fue revelada a la familia, su padre empezó a alienar a Christian, lo que llevó a que empeora su drogadicción y a intentar el suicidio. Cuando se hizo tiempo de que su padre escogiera un heredero o heredera digno para la fortuna familiar, Christian fue automáticamente descartado por su orientación sexual y sus problemas. Si bien la hermana mayor, Adrienne, parecía la opción más obvia, su padre escogió a Emma, e intrigado por sus actos le ofreció la fortuna familiar, pero ella rechazó su oferta y decidió abrirse su propio camino en la vida.
Después de un período de vivir en las calles, Emma Frost empezó a trabajar en empleos mal pagados mientras se hospedaba en un hotel en Boston. Tras intentar usar su telepatía para pagar sus cenas con periódico en vez de con dinero, Frost es descubierta y se ve obligada a lavar platos. Allí, Frost conoció y se enamoró de un joven llamado Troy Killkelly, que acepta dejarla vivir con él. Emma se entera de que Troy le debe una gran cantidad de dinero a un mafioso local llamado Lucien. Frost usó su telepatía en un casino para borrar sus problemas económicos, pero el prestamista insistió en que la deuda era mucho más alta debido a los intereses. Troy, temiendo por su vida, le sugiere que finjan que Frost ha sido secuestrada para que su padre, Winston, pague un rescate, pero Winston se rehusó, diciendo que su hija ya estaba muerta para él. Esto pronto se convierte en un secuestro real y Troy es asesinado mientras intenta valientemente salvar a Frost de un Lucien enfurecido. Cuando su hermana Adrienne lleva un video de su secuestro a las noticias, Winson se ve obligado a pagar el rescate. Sin embargo, antes de ser liberada, Emma usa sus poderes y pone a los matones uno contra el otro dentro de una ilusión, provocando un tiroteo imaginario, tras el que el supuesto último sobreviviente, en pánico, la libera, y ella huye con el dinero del rescate. Después de la huida de Emma, llama anónimamente a la policía y todos los matones son detenidos sin tener recuerdo alguno de ella.
Con el dinero del rescate, Emma se tiñe de rubio el cabello, se muda a Nueva York y se matricula en la Universidad Empire State, donde se reencuentra con su antiguo profesor, Ian Kendall. Allí, comienza a aprender sobre mutantes por primera vez y conoce a otra telépata, Astrid Bloom, quien se convierte en su amiga y mentora. Al enterarse de que Kendall está saliendo con su compañera de habitación, Christine McDermott, Emma le confiesa a Kendall su amor y empiezan una relación. Christine, enojada, amenazó con sacar a la luz el que Kendall tiene relaciones románticas con estudiantes a menos que éste dejara a Frost, pero Astrid lo manipuló telepáticamente para que él la ahorcara. Al enterarse de la verdad, Frost ataca furiosa a Astrid telepáticamente y la deja en estado de coma, absorbiendo todos sus conocimientos sobre telepatía y salvando el trabajo de Kendall, a quien le revela sus poderes mutantes. A pesar de haber salvado su trabajo, Kendall se muestra asqueado de que ella sea mutante y la abandona.
Al descubrir lo que ha pasado y sus poderes, sus padres decidieron enviarla a un hospital psiquiátrico, la Clínica Essex, donde Emma fue drogada. En un punto durante su estadía allí, Emma fue secuestrada por la Hermandad de Mutantes Malvados, trabajando junto con los Evolucionadores. Magneto, líder de la Hermandad, la llevó a la escuela de Xavier con el propósito de que Emma usara a Cerebro para matar a toda la humanidad y unir a los mutantes. Los X-Men lograron frustrar el plan y rompen la alianza entre los Evolucionadores y la Hermandad. Los Evolucionadores se marchan borrando la memoria de todos, dejando de paso a Emma en la clínica, ahora limpia de drogas y consciente, de manera que Emma obliga telepáticamente a un guardia para que ataque a los demás y la deje escapar. 

### Club Fuego Infernal
Con hambre y sin dinero en Nueva York, Frost termina trabajando como bailarina de striptease en el Club Fuego Infernal, una sociedad clandestina de élite, usando sus poderes para que los hombres vean lo que quieren ver. Un día, cansada de maltratos, grita a Sebastian Shaw, importante miembro del club, a quien amenaza de muerte. Para su sorpresa, Shaw procedió a invitarla a ascender en la organización y a que le ayudara a limpiar el club de aquellos que eran una amenaza para los mutantes. Cuando Shaw escogió a Frost por encima de otras dos mujeres y procedió a asesinarlas frente a ella, su unión se hizo oficial. 

### Reina Blanca del Club Fuego Infernal
En vísperas de convertirse en el Rey Negro del Club, Shaw descubrió que el Rey Blanco, Edward Buckman, y la Reina Blanca, Paris Seville, estaban creando Centinelas cazadores de mutantes a sus espaldas como parte de un plan con Steven Lang para destruir a todos los mutantes. Durante un ataque contra los miembros mutantes del club, Emma vio una oportunidad de ayudar a Lourdes Chantel, la prometida de Shaw, a que escapara del club y del violento Shaw haciendo creer a éste que Lourdes había muerto salvándolo. Tras derrotar a los robots, Frost regresó al club junto con Shaw y obligó telepáticamente a Buckman a matar a todas las personas en el lugar, incluyendo a su propia amante, Paris. Para completar su toma del poder, Shaw estranguló a Buckman y se convirtió en el nuevo líder del club, junto con una nueva Reina Blanca, Emma Frost, estableciéndose como Lords Cardenales del Círculo Interno del Club Fuego Infernal. Habiéndose cerrado este capítulo, Frost se reunió con Chantel y la envió con el Kingpin, para que este le diera una nueva identidad, lo que dejó a Frost en deuda con éste.
Como Reina Blanca del Club Fuego Infernal, Frost ostentaba muchos títulos, uno de los cuales era Presidente de la Junta y CEO de Frost International, que ayudaba a financiar las actividades de los Lords Cardenales. Frost también se convierte en Presidente de la junta directiva y directora de la Academia Massachusetts, una escuela para mutantes que sirve como contrapunto a la Escuela Charles Xavier para Jóvenes Dotados. Frost y los agentes del Club intentaron luego reclutar a Kitty Pryde para la Academia Massachusetts y capturaron (y Frost personalmente torturó) a varios miembros de los X-Men, incluidos Tormenta, Coloso, Wolverine y Fénix. Frost se enfrenta a Fénix en una batalla psíquica en la que se ve dominada y a punto de morir. Frost lanza un ataque de último minuto que llevó a los X-Men a creer que se había suicidado, aunque en verdad, quedó en coma y recuperándose bajo el cuidado de Sebastian Shaw del ataque de Fénix. En otro encuentro con el Club Fuego Infernal, Frost obliga telepáticamente a los padres de Kitty Pryde a trasladarla de la Escuela Xavier a la Academia Massachusetts. Luego intercambió su mente con la de Tormenta para derrotar a los X-Men desde adentro de sus propias filas. Sin embargo, el proceso es prontamente revertido y las dos son restauradas a sus respectivos cuerpos. Más tarde fue puesta temporalmente en estado de coma por Mente Maestra (quién desea ser aceptado en el Círculo Interno).

### Los Hellions
Durante su tiempo en el Club Fuego Infernal, Frost continuó dirigiendo la Academia Massachusetts y fue la mentora del equipo mutante conocido como los Hellions. Frost intentó reclutar a varios jóvenes dotados para su causa: Estrella de Fuego, Doug Ramsey y nuevamente Kitty Pryde, todo lo cual resulta en altercados. Junto con los Hellions, Frost se colisionó con el equipo rival de los Hellions, los Nuevos Mutantes de Xavier, varias veces. Cuando los Nuevos Mutantes son asesinados y resucitados posteriormente por el Beyonder, quedan traumatizados y retiraídos. Frost ofrece su ayuda para restaurarlos telepáticamente a como eran antes. Luego obliga a su director, Magneto, a que les permita unirse a la Academia Massachusetts. Con Shaw y Selene, Frost invita a Magneto a unirse al Club Fuego Infernal. Junto con el Club Fuego Infernal, Frost luchó contra las fuerzas de Alto Evolucionador para rescatar a Magma, ayudó a Magneto a buscar los Nuevos Mutantes cuando desaparecieron, lidió con los efectos del Inferno (arco argumental en el que Nueva York es invadida por demonios), y con el tiempo formó una alianza con Selene y Magneto para expulsar a Shaw del Círculo Interno.

### Muerte de los Hellions
Cuando el mutante viajero del tiempo, Trevor Fitzroy, desata los robots de caza antimutantes llamados los Centinelas sobre Frost y sus Hellions, Frost se puso a sí misma en un coma psíquico para sobrevivir a la terrible experiencia. Sin embargo, sus alumnos no tuvieron tanta suerte y murieron en acción a manos de Fitzroy, que los usa como combustible para sus portales temporales. Frost despierta posteriormente en la Academia Xavier. Desorientada, intercambió su cuerpo con el de Iceman y, rehusándose a creerle a los X-Men cuando le dijeron que los Hellions habían muerto, escapó. Frost se vio abrumada por el dolor al descubrir que en efecto sus alumnos han fallecido, y brevemente contempló el suicidio. El Profesor Xavier la consoló y logró convencerla de regresar a su cuerpo.

### Generación X
Frost luego se une a los X-Men para derrotar a Phalanx, y en el proceso, rescató a un grupo selecto de mutantes adolescentes que se convierten en un equipo de superhéroes conocido como Generación X, para quienes Frost y Banshee se convirtieron en mentores en la reapertura de la Academia de Massachusetts. Durante su tiempo de incapacidad, los negocios de Frost caen en crisis. Ella busca la ayuda de su hermana Adrienne, que es una psicometrista. Adrienne ofrece asistencia financiera, pero secretamente conspira contra Frost y coloca una bomba en la escuela, lo que resulta en la muerte de Synch. Frost rastrea y mata a Adrienne, pero después de regresar a la Academia, se distancia cada vez más de sus alumnos en un esfuerzo por ocultar su crimen. Cuando los estudiantes aprenden lo que hizo Frost, los estudiantes se alejan de ella y la Generación X se disuelve.

### Unirse y liderar a los X-Men
Al lidiar con las consecuencias emocionales del asesinato de su hermana, Frost viaja a la isla refugio de mutantes de Genosha, donde enseña en una escuela de mutantes hasta que un ataque genocida de Centinela mata a la mayoría de los habitantes de la isla; Frost sobrevive debido a la repentina manifestación de su mutación secundaria: el poder de transformarse en una sustancia flexible, casi invulnerable, similar a un diamante. Después de ser rescatada, Frost se une a los X-Men y asume un puesto de profesor en el Instituto Xavier. Ella es mentora de un grupo de quintillizas telépatas conocidas como las Stepford Cuckoos, que rápidamente se convirtieron en sus alumnas predilectas. Frost y los Cuckoos se demuestran cuando ayudan a luchar y derrotar a la malvada hermana gemela de Charles Xavier, Cassandra Nova. Como miembro de los X-Men, Frost comienza a aconsejar a Cíclope sobre su matrimonio con Jean. Ella rápidamente desarrolla sentimientos por él, pero Cíclope inicialmente rechaza sus avances.
Emma y Scott continúan acercándose, lo que lleva a los dos a involucrarse en una aventura psíquica. Mientras sofoca un motín en la escuela, una de los Stepford Cuckoos, Sophie, es asesinada y las otras rechazan la tutoría de Frost, culpándola de la muerte. Intentan vengarse contactando telepáticamente a Jean sobre el asunto psíquico de Frost y Cíclope. En la raíz de los disturbios, Jean atrapa a Frost y Summers juntos en la cama en su mente. En un ataque de ira, Jean desata sus poderes de Fénix reavivados y humilla psíquicamente a Frost. Después, Frost se encuentra físicamente destrozada en su forma de diamante. Como Bishop y Sage al investigar el crimen, Jean usa sus poderes de Fénix cada vez más crecientes para volver a armar el cuerpo de Frost, reconociendo que Frost se ha enamorado genuinamente de Scott. Scott se enfrenta a Jean y le exige que lea su mente; Jean finalmente cumple, solo para descubrir que Scott y Emma nunca se involucraron en ningún contacto físico, aunque Emma se lo había ofrecido. Revivida, Frost puede nombrar a su intento de asesinato: Esme de las Stepford Cuckoos, que hizo que su compañera estudiante, Angel Salvadore, controlara la mente para dispararle a Frost en su único defecto con una bala de diamante, bajo la dirección de Xorn (el traidor mutante que actuaba como profesor en el Instituto).
Scott está devastado por la muerte de Jean, y considera abandonar los X-Men una vez más. Se reveló en la historia de "Here Comes Tomorrow" que, de haberlo hecho, habría llevado a un futuro alternativo apocalíptico. Para evitar esto, una versión futura resucitada de Jean usa sus poderes como el Fénix Blanco de la Corona y telepáticamente llegó a través del tiempo para decirle a Cíclope que estaba bien seguir adelante, declarando que todo lo que ella hizo fue "morir" en él y él merecía la oportunidad de "vivir". Scott comienza una relación real con Emma, besándola físicamente por primera vez junto a la tumba de Jean. La nueva relación entre Emma y Scott lleva a problemas entre ellos y el resto de los X-Men, todos los cuales creen que la pareja está perjudicando la memoria de Jean. Frost se convierte en codirectora con Cíclope y asesora de un nuevo equipo de Hellions. Ella desarrolla una relación antagónica con su compañera maestra Kitty Pryde y la hija de realidad alternativa de Jean y Cíclope, Rachel Summers, sin embargo, se alcanza una tregua cuando Frost ofrece ayudar a Rachel a perfeccionar sus habilidades telepáticas.

### Decimación
Siguiendo la historia de "Decimación", la población estudiantil disminuye drásticamente, y Frost, sin consultar a Cíclope, decide renovar todo el funcionamiento de la escuela.

### Grito de Guerra Fénix
Durante la miniserie de 2006 X-Men: Phoenix - Warsong, se revela que los óvulos de Frost, son las plantillas genéticas utilizadas para clonar miles de telépatas femeninas idénticas, cinco de las cuales se convirtieron en las Stepford Cuckoos. La descendencia encapsulada comienza a referirse a Frost como "madre", un título cuyo uso luego acepta. Al final, el Fénix (que habita el cuerpo de Celeste Cuckoo) destruye los miles de clones adicionales, a Frost le duele la pérdida de sus hijos clonados y declara venganza contra el Fénix.

### Astonishing X-Men
En la serie Astonishing X-Men, un flashback muestra que la supervivencia de Frost de la destrucción de Genosha se debió a que Cassandra Nova creó la mutación secundaria de Frost como parte de un plan para infiltrarse en los X-Men como una agente durmiente. Una Frost llena de culpa crea manifestaciones psíquicas de un nuevo Club Fuego Infernal y procede a derrotar a los X-Men uno por uno mostrándoles sus miedos más profundos. Más tarde se revela que la culpa de la sobreviviente Frost está siendo exacerbada por Cassandra Nova, quien había puesto un destello de su mente en Frost antes de quedar atrapada en el cuerpo de Stuff, y que Nova incluso había engañado a Frost para que creyera que había sido cómplice de la destrucción de Genosha. Kitty con ayuda de Cíclope, Blindfold, Hisako Ichiki y la propia Frost finalmente evitan que Nova transfiera su mente a Hisako. Todos los presentes son teletransportados de repente a una nave de S.W.O.R.D. que se dirige al Breakworld. El arca concluye con Kitty atrapada en la bala que se dirige hacia la Tierra y el equipo tratando de encontrar varias formas de salvar la Tierra y salvar a Kitty. Frost se mantiene en contacto telepático con Kitty, tratando de tranquilizarla, incluso ofreciéndole sedar psiónicamente. Kitty se sacrifica, pasando la bala por la Tierra. Como consecuencia, los X-Men no están seguros del destino de Kitty, creyendo que está muerta o que al menos se ha convertido en parte de la bala fugitiva. Frost está devastada.

### Civil War
Durante la historia de 2006-2007 "Civil War", Frost, durante una conversación con Iron Man, anuncia que el Instituto Xavier y los X-Men no apoyarán la Ley de Registro Superhumano y permanecerán neutrales, ya que teme que el registro de mutantes a ponerlos en más peligro.

### Messiah Complex
Durante la historia de 2007-2008, "Messiah Complex", Frost es parte del equipo que investiga la detección de un nuevo mutante en Alaska. Ella también defiende a los X-Men de los Merodeadores y la telepatía de Mr. Siniestro y Exodus. Frost es vista por última vez con el equipo de X-Men de Cyclops buscando Cable y luego rastreando a los Merodeadores con las Cuckoos. Más tarde, cuando X-Force llega al escondite de los Merodeadores, Frost saca a Hapoon. Durante la batalla final en la isla Muir, se enfrenta a Exodus, estancándolo en un duelo telepático, hasta que Dust pudo entrar en su cuerpo y recorrer sus pulmones con su forma de arena, incapacitándolo.

### X-Men Oscuros
Tiempo después, Emma y Cíclope viajan a la Tierra Salvaje luego de que los X-Men se desintegran tras una batalla con los Merodeadores, pero pronto responden a una llamada de socorro de Arcángel en San Francisco. Posteriormente, el alcalde de San Francisco da la bienvenida a los X-Men con los brazos abiertos como su nuevo equipo de super héroes y Emma y Cíclope envían un mensaje telepático a todos los mutantes que quedan en todo el mundo, informándoles de que San Francisco es considerado un santuario para los mutantes en el mundo.
Más tarde, cuando Xavier intenta advertir a Cyclops sobre su reciente encuentro con Mr. Siniestro, Emma se las arregla para entrar en la mente del Profesor sin ser detectada. Durante el transcurso de su encuentro, Emma forza a Xavier a volver a vivir cada uno de sus errores y decisiones moralmente ambiguas hechas bajo pretextos altruistas. Esto con el objetivo de mantener a Xavier alejado de los X-Men.
Después de despertar de una pesadilla, Emma está invitada a unirse a la Cábala de Norman Osborn, quién ha sido nombrado nuevo director de S.H.I.E.L.D.. Emma acepta reunirse con Osborn. En la reunión, se reveló que ella y el Príncipe Namor tuvieron una historia romántica en el pasado. Durante sus días como la Reina Blanca, Sebastián Shaw envió Emma a convencer a Namor de unirse al Club Fuego Infernal. En su lugar, Namor la llevó a su reino y empezaron una relación. Convencido de que Emma fue traicionada por Namor, Shaw envió un centinela reprogramado a la Atlántida, atacándolos y destruyendo el reino. Cuando Namor enfrenta a Shaw por su traición, Selene se apoderó telepáticamente de Emma, borrando sus recuerdos de Namor, que juró vengarse de Shaw. En el presente, Emma revela que su batalla inicial con Fénix, abrió sus recuerdos de Namor. Ella hace un pacto con él: seducir a Shaw con su telepatía y luego incapacitarlo. Por su trato, Namor jura proteger a la especie mutante como a su propio pueblo.
Emma Frost es nombrada por Norman Osborn como líder de su nuevo equipo: los X-Men Oscuros. Ellos derrocan a los auténticos X-Men, presentándolos como una milicia peligrosa. Mientras tanto, Emma descubre que Osborn está trabajando con Bestia Oscura, torturando mutantes para alimentar sus poderes en una máquina llamada Omega Weapon. Emma revela entonces su papel como un agente encubierta de los X-Men, venciendo a los X-Men Oscuros con la ayuda de Namor.

### Avengers vs. X-Men
La Fuerza Fénix regresa a la Tierra ahora intentando apoderarse de Hope Summers, la llamada "mutante mesías". El control de Hope lleva a los X-Men a enfrentarse a los Vengadores. En una batalla en el Área azul de la Luna, Emma es una de los cinco X-Men poseídos por la Fuerza Fénix. Mientras es poseída por el Fénix, Emma se proclama reina de Utopía. Más tarde, durante el combate entre Cíclope contra los X-Men y Vengadores, Emma cede su poder de Fénix a Cíclope. La batalla termina con la derrota de Cíclope, quién se había transformado en Fénix Oscuro. Una vez concluida la batalla, Emma es puesta en prisión por los Vengadores por sus crímenes mientras fue poseída por el Fénix.

### All-New X-Men
Emma es rescatada de prisión por Cíclope y Magneto, pero sus poderes telepáticos han resultado dañados tras la posesión del Fénix. Ella tiene un poco de resentimiento contra Cíclope por haberle provocado todas estas desgracias. A pesar de ello, Emma se mantiene a su lado para reanudar su misión de proteger a los mutantes. Frost entrenó en secreto y recuperó el control total sobre su telepatía. Ella continuó como tutora de actuación para las Stepford Cuckoos y Jean Grey en el uso de sus poderes.
Emma y Cíclope viajan a la Isla Muir acudiendo a un llamado del Hombre Multiple, solo para descubrir que la isla entera fue invadida por las Nieblas Terrígenas, los gases sagrados que otorgan poderes a la raza cósmica de los Inhumanos, y que resultan tóxicas para los mutantes. Cíclope muere de forma casi instantánea intoxicado por las Nieblas. Una Emma traumada por el acto, se niega a aceptar que Cíclope muera de esa forma. Emma oculta su muerte y crea una ilusión de Cíclope, misma que desata un ataque contra los Inhumanos. El falso Cíclope "muere" al combatir a Black Bolt, el rey de los Inhumanos, una muerte digna para un héroe como Emma deseaba. Solo Magneto y Havok, saben que todo fue una farsa orquestada por Emma.

### Inhumanos vs. X-Men
Durante los siguientes ocho meses después de la muerte de Cíclope, Frost comenzó a prepararse para una guerra con los Inhumanos haciendo alianzas con varios equipos de X-Men. Ella declara la guerra a los Inhumanos luego de que Bestia informa que las Nieblas Terrígenas pronto harán que la Tierra sea completamente inhabitable para los mutantes. En medio del conflicto, la Reina Medusa de los Inhumanos, destruye voluntariamente las Nieblas para que los mutantes puedan sobrevivir. En este conflicto, la versión juvenil de Cíclope, desplazado en el tiempo, descubre que Frost fingió la muerte del Cíclope del presente.
Tiempo después, la agencia terrorista Hydra, toma el control de los Estados Unidos y crea una nación mutante llamada Nueva Tián. Emma Frost es elegida como gobernante de esta pequeña nación que está ubicada en algún lugar de California. Ella usa a Xorn como su gobernante títere y lo controla con su telepatía. Emma captura a los jóvenes X-Men desplazados en el tiempo y tortura al joven Cíclope en una celda. Pronto se revela que Frost ha estado trabajando en secreto contra Hydra.

### Rey Negro del Club Fuego Infernal
Más tarde, acompañada por Iceman, Emma descubre que su hermano Christian también es un mutante y es el responsable de la muerte de su padre. Emma promete pasar el tiempo necesario para sanar la mente rota de Christian y le otorga el papel de jefe de la Compañía Frost International.
Más tarde, Emma persigue a Sebastian Shaw. Aunque Shaw todavía es inmune a su telepatía, Emma hizo que un asociado colocara un agente paralítico en su bebida, lo que le permitió derrotarlo. Emma asume el papel del Rey Negro del Club Fuego Infernal y explica en una carta a los X-Men que tiene la intención de arreglar el mundo para los mutantes a su manera, tomando el control del Círculo Interno.

### Nación de Krakoa
Después de la fundación de la nación mutante de Krakoa en House of X y Powers of X, Emma Frost vuelve a ser la Reina Blanca, ahora de Hellfire Trading Company. El Club Fuego Infernal ha sido reimaginado como Hellfire Trading Company, que es responsable de exportar legalmente las drogas milagrosas producidas en Krakoa. Como Reina Blanca, Emma Frost tiene un asiento en el Consejo Silencioso, el organismo gobernante de Krakoa. Además, creó los Merodeadores, un equipo liderado por Kate Pryde y responsable de manejar el mercado negro de las drogas milagrosas, entre otras preocupaciones.

## Poderes y habilidades
Emma Frost es una mutante con poderes telepáticos, y también es capaz de transformarse en un estado de diamante orgánico con mayor resistencia y durabilidad que suprime su telepatía. Además, Frost ha sido anfitriona de la Fuerza Fénix y fue clasificada como una mutante de nivel Omega cuando fue a cerrar la Academia de los Vengadores como una de las Cinco Fénix.

### Telepatía
Frost ha sido clasificada como una "telépata de clase Omega", capaz de hazañas psiónicas extraordinarias, incluyendo los estándares telepáticos de: transmitir y recibir pensamientos, control mental, alteración de percepciones y recuerdos, blindaje psíquico, proyección astral, cambio mental, modificación del engrama cerebral, sedación mental e inducción de dolor mental a través del tacto. También es capaz de aumentar o activar los poderes de un mutante mediante el acceso a las vías neurológicas de su cerebro y puede comunicarse a través de distancias globales sin ayuda. Se ha declarado que sus habilidades rivalizan con las del propio Charles Xavier. También se la conoce como una "psi del orden más alto", se la clasificó entre los cinco telépatas más hábiles del planeta, demostró la capacidad de estancarse en Exodus, y superar telépatas clasificados como potencialmente capaz de producir energía psiónica ilimitada (como Nate Grey, Kid Omega y Rachel Summers) a través de una mayor experiencia y habilidad.

### Forma de diamante
En el momento de la destrucción de Genosha, Frost manifestó una mutación secundaria que le dio la capacidad de transformar su cuerpo en diamante orgánico. De esta forma, Frost es translúcida y retiene la movilidad mientras es casi invulnerable y capaz de soportar cantidades increíbles de peso.
El cuerpo de diamante de Emma es prácticamente incansable, ya que no produce venenos por fatiga y no necesita agua ni alimentos. También está adormecida por la emoción, el dolor y la empatía, impermeable al frío y resistente al calor en esta forma. Además, en esta forma no tiene necesidad de respirar. A pesar de este alto nivel de invulnerabilidad, su forma de diamante tiene un solo defecto molecular que, si se explota, como recibir un disparo con una bala de diamante, puede hacer que su cuerpo se rompa.
En este estado de diamante, Frost no puede acceder a sus poderes psíquicos debido a la supresión por el brillo adamantino de su forma de diamante. Como resultado, Emma también recibe inmunidad telepática total mientras está en forma de diamante. También se afirma que su forma de diamante emite luz ultravioleta de bajo nivel, haciendo que brille en la oscuridad.
La forma de diamante de Frost también le otorga fuerza sobrehumana. Se le ha demostrado que maltrata a Warpath, y ha enviado a Lady Mastermind volando a través de una pared con un solo golpe.

### Rasgos innatos y experiencia
Frost tiene un intelecto talentoso con títulos universitarios en múltiples campos, incluido un Grado en Ciencias en Educación con una especialización en Administración de Empresas de la destacada Universidad Empire State del Universo Marvel. Una empresaria excelente, Emma Frost durante muchos años fue fundadora y directora ejecutiva de Frost Enterprises, un importante conglomerado multinacional con sede en la ciudad de Nueva York que rivalizaba con Stark Enterprises y Worthington Industries y se especializaba en transporte marítimo, ingeniería aeroespacial e investigación y desarrollo de nuevas tecnologías.
Frost también es una planificadora altamente capacitada, una experta en electrónica, y puede inventar máquinas que otorgan diversas habilidades psiónicas, como "Multivac", un localizador de mutantes capaz de monitorear los niveles psiónicos de mutantes; el "alucinador" solía inducir alucinaciones hipnóticas para lavar el cerebro a otros; el dispositivo con forma de pistola que le permitió intercambiar mentes y poderes con Tormenta; y el mecanismo Mindtap que mejoró y permitió a su cohorte Fuego Infernal, Mente Maestra, proyectar sus ilusiones directamente en la mente del Fénix.
Frost está bien versada en disciplinas médicas como neurología, bioquímica, fisiopatología y genética. Esto le ha permitido curar médicamente a Polaris de una serie de enfermedades infecciosas y examinar la fisiología cerebral de Iceman. Además, también se ha demostrado que Frost inicia su propia química cerebral para contrarrestar una neurotoxina.

### Potencial telequinético
En ocasiones, se ha insinuado que Frost también es una telequinética latente. La psique desplazada de Jean Grey pudo usar el cerebro de Frost para generar un campo de fuerza telequinético y volar. Durante la Saga Embestida, Frost sin saberlo levitó varios utensilios de cocina mientras tenía un mal sueño. Cuando el mutante Synch "se sincronizó" con los poderes de Frost, pudo usarlos para levitar varios objetos e individuos en la habitación. Este fenómeno se denomina telequinesis y se atribuye a los poderes psi de Frost.

### Recursos y anonimato
Frost posee una gran riqueza como propietario de varios conglomerados multimillonarios; Frost International, Frost Enterprises y Meridian Enterprises. Además, Frost también ha realizado inversiones en compañías petroleras, Industrias Stark, Wakandan Airways, la investigación gamma de Ben Nishmura, la patente de Reed Richards para moléculas inestables y el proyecto helicarrier de Cummings Aeronautics. Además, como CEO de Frost International, Frost tiene acceso a varias tecnologías diseñadas por ella misma, o realizadas a través de adquisiciones de corporaciones como Industrias LaNeige, que se especializa en viajes transversales y armamento.
La riqueza y los recursos legales de Frost (Brooke & Webster esq plc) le otorgan cierto grado de anonimato en el medio digital. Se ha demostrado que esto se extiende a las bases de datos propiedad de los Vengadores, y el Centinela Bastión. Además, se han establecido varios mandatos para evitar cualquier discusión o referencia de Frost o su apodo de la "Reina Blanca" en cualquier red pública.
Como miembro de Fénix 5, Frost en un momento escaneó telepáticamente cada mente sobrehumana y humana en el planeta buscando el más oscuro de los secretos y la información.

### Vestimenta y parafernalia
Frost considera su atuendo revelador como una armadura de batalla que puede darle una ventaja psicológica contra cualquier oponente. Además, Frost considera que el calzado de tacón alto es vital para su atuendo, y ha demostrado equilibrio y competencia con ellos en el combate cuerpo a cuerpo. Frost tiene que mantener un cuidadoso equilibrio entre su sensibilidad a la moda y estar en el campo de batalla, ya que esto en una ocasión ha obstaculizado su movilidad en terreno montañoso.

## Otras Versiones

### Era de Apocalipsis
Emma es parte del llamado Alto Consejo Humano. Para poder pertenecer a este consejo, le fue suprimida la parte de su cerebro que accede a la telepatía.

### House of M
En esta distorsión de la realidad, Emma está casada con Cíclope y trabaja como terapeuta de niños. Ella fue la primera persona con la que Layla Miller contactó para revertir la distorsión causada por la Bruja Escarlata.

### Ultimate Emma Frost
Emma funge como directora sustituta de la Academia del Mañana, y una antigua novia del Profesor X.

### Marvel Adventures
Emma Frost aparece en Marvel Adventures Spider-Man # 53 como la mejor amiga de la mutante Sophia Sanduval, también conocida como Chat, y usa principalmente sus poderes para ganancias personales. También es una de las pocas personas que conoce la identidad de Peter Parker como Spider-Man y se interesa por él. Ella usa sus poderes telepáticos y brevemente toma el alias "El Silenciador" para ver de lo que Peter es capaz. Chat comienza a salir con Peter después. Después de que Chat descubre los planes de Emma, Chat busca la ayuda de Spider-Man, lo que lleva a una confrontación entre él y Emma. En algún momento, Emma confiesa su enamoramiento por Peter, que comenzó a tener después de mirar en su mente y darse cuenta de sus fervientes creencias y motivos heroicos. Ella también revela que ella había causado todo en un intento de romperlo con Chat, sintiendo que no podía salir con Peter mientras él estaba con Chat, ni podía pasar tiempo con Chat como solía hacerlo. Al romperlos, Emma esperaba poder al menos recuperar la amistad de Chat. Ella se reconcilia con Chat, quien todavía cree que ella es buena, y se deja arrestar, mientras que Peter y Chat tienen una cita.

### Amalgam Comics
Emma Frost se fusiona con Máxima de DC Comics para conformar a Mistress Máxima de la Hellfire League of Injustice.

## En otros medios

### Televisión
- Emma Frost es miembro de La Hermandad de Mutantes Malignos como la Reina Blanca en el episodio piloto Pryde of the X-Men de 1989, con la voz de Susan Silo.[143][144][145]Esta versión es un miembro de la Hermandad de Terroristas Mutantes que posee la capacidad de volar y crear "pernos psíquicos", conocidos alternativamente como "lanzas de energía psiónica" o "arpones psíquicos".
- Emma Frost aparece por primera vez en los cameos de la serie animada X-Men (1992–1997), durante el episodio "The Phoenix Saga - Part IV". (voz de Tracey Moore).[146]Ella aparece nuevamente como la Reina Blanca del Círculo Interior en " The Dark Phoenix Saga". Durante esta serie, ella es una poderosa telépata. Reveló que ella se coló en la Mansión X y leyó los archivos de Xavier en Jean Grey / Fénix. Más tarde, ayuda al Inner Circle a engañar a Jean Grey (ahora Dark Phoenix) para que se una a ellos. La escarcha también se muestra usando una máquina telepática (similar a Cerebro) para evitar que el profesor Xavier (que estaba usando Cerebro) localizara a Jean Grey. Emma también aparece de nuevo entre los telépatas capturados en la trama "Más allá del bien y el mal".
  - Emma Frost aparece en X-Men '97,[147]con la voz de Martha Marion.[148]Ella muestra el desarrollo de su mutación secundaria de diamante.
- Emma Frost hace su primer papel principal sin ser un personaje de apoyo y sin hacer cameos en la serie Wolverine and the X-Men. (voz de Kari Wahlgren).[149][150]Ella está representada tanto como miembro del equipo de X-Men como una adición integral al elenco principal de la serie. Al igual que sus otras encarnaciones animadas, Emma muestra sus habilidades como telépata mutante y empatía enormemente poderosas y poderosas a lo largo del curso. Sin embargo, a diferencia de sus otras apariencias, Emma también muestra su capacidad de firma mutativa para cambiar a una forma de diamante sólido y endurecido. Al igual que su interpretación en los cómics, desarrolla un fuerte y profundo afecto romántico por Scott / Cyclops. En el episodio de tres partes "Foresight", se revela que ella también es miembro del Club Fuego Infernal (llamado Círculo Interno) en su plan para extraer la Fuerza Fénix, aunque ella cree que el grupo intenta destruir a la Fuerza de Phoenix para salvar a la humanidad y se sorprende al escuchar que intentan aprovechar la Fuerza Fénix para sus propios fines. Más tarde, Emma finalmente se sacrifica para evitar que la Fuerza Fénix cause destrucción, liberándola al espacio; el esfuerzo hace que se convierta en su forma de diamante y luego se destruye, con sus últimas palabras siendo "Scott, perdóname".
- Emma también aparece como un personaje principal en la serie de animación japonesa de doce episodios X-Men Anime (parte de Marvel Anime), con la voz de Kaori Yamagata en japonés, y de Ali Hillis en el doblaje en inglés.[151][152]La primera vez se presenta como un espectro psíquico que Cíclope ve detrás de Jean cuando intenta ayudarla después de que se transformó en el Fénix oscuro y termina muriendo. Esto lleva a Cíclope a creer firmemente que Emma tuvo algo que ver con la muerte de Jean. Emma es vista luego atrapada en estasis y después de ser liberada por los X-Men, los ayuda y les ofrece acceso a su mente para aclarar las sospechas de Cíclope, finalmente se le ofrece un lugar en el equipo junto con Armadura. Al igual que su principal contraparte del cómic, Emma es una mutante telépata que sufrió una mutación secundaria la cual le permitió tomar forma de diamante. Ella también era miembro del Hellfire Club en el universo del anime, conocido como el "Círculo Interno", pero se fue por razones morales para continuar su propia educación de niños mutantes. Mientras que su personalidad sigue siendo refinada y segura de sí misma como en el cómic, en la serie de anime Emma es considerablemente más cálida, más amable y más comprensiva; ella también es maternal, especialmente cuando trata con Hisako / Armadura.

### Películas
- Emma Frost aparece en la película de televisión con actores reales Generación X de 1996 interpretada por Finola Hughes.[153]

- Originalmente se había planeado que apareciera en X-Men: The Last Stand de 2006 interpretada por Sigourney Weaver, pero se eliminó al personaje cuando cambiaron de guion.

- Una chica con poderes idénticos llamada "Emma" tiene una aparición como hermana de Kayla Silverfox en X-Men Orígenes: Wolverine de 2009. En esta película es interpretada por la actriz australiana Tahyna Tozzi. En los spots de TV promocionales la joven fue presentada como Emma Frost,[154][155] tiempo después debido a la confusión que generó el estreno de la película X-Men: Primera generación la cual provocó un error de continuidad que causó una contradicción en la edad del personaje,[156][157][158] la productora Lauren Shuler Donner dijo que esa chica no era la verdadera Emma Frost dando a entender que se trataba de otra mutante con poderes similares.[159] Los fanáticos por su parte argumentan que al ser Emma la hermana de Kayla Silverfox, su verdadero nombre es "Emma Silverfox"[160] aunque en la película jamás pronunciaron su segundo nombre y en los créditos finales el nombre del personaje aparece simplemente como “Emma / Hermana de Kayla” (Kayla's Sister / Emma).[159][161] Otra teoría de los fanáticos es que ella podría ser una de las Stepford Cuckoos[162] las cuales son clones de Emma Frost en los cómics, pero nuevamente, en la película jamás dan a entender tal cosa, además en los extras del Blu-ray de X-Men Orígenes: Wolverine llamado "Archivos Mutantes de Arma X" se explica que la Emma Frost de todas las películas es la misma.

- En X-Men: primera generación de 2011, Emma Frost aparece oficialmente y es interpretada por January Jones.[163] Ella es una telépata poderosa además de poseer su piel de diamante, y es la consorte de Sebastian Shaw, el villano líder del Club Fuego Infernal que busca iniciar una guerra nuclear entre la Unión Soviética y Estados Unidos. Esto erradicaría toda la vida no mutante y mutaría a los sobrevivientes, dejando al Club Fuego Infernal gobernar sobre este nuevo orden mundial. Emma es encarcelada, después Charles Xavier, Erik Lehnsherr y su equipo de adolescentes mutantes frustran el plan de Shaw. Al final de la película Emma es liberada por Erik, que ahora se hace llamar Magneto al crear su Hermandad de Mutantes. En los extras del Blu-ray llamado "Cerebro, el rastreador Mutantes" se explica que la Emma Frost de las dos películas es la misma pese a que en la película anterior de 2009 ambientada casi una década después de los eventos de X-Men: Primera generación fue interpretada por Tahyna Tozzi, actriz nueve años más joven que January Jones.

Esta película y X-Men Orígenes: Wolverine se contradicen en varios aspectos, porque X-Men: Primera Generación tomó ciertas licencias artísticas y hay cosas que no coinciden con la primera trilogía y el primer spin-off de Wolverine.
- En X-Men: días del futuro pasado, Magneto le menciona a Xavier durante un vuelo a París que Emma Frost al igual que otros mutantes, fue víctima de los experimentos de Bolivar Trask entre 1962 (década en donde está ambientada la historia de X-Men: Primera Generación) y 1973 (década en la que está ambientada la historia de X-Men: días del futuro pasado).[164] Adicionalmente uno de los Centinelas del futuro se convierte en una especie de diamante similar al de ella cuando están atacando a los X-Men.[164] Evidentemente tras ser liberada de la cárcel en X-Men: Primera Generación, Emma Frost fue capturada por Bolivar Trask y murió mucho antes de ser capturada por William Stryker en X-Men Origins: Wolverine, profundizado aún más el error de continuidad en la historia del personaje.[165]

### Videojuegos
- X-Men (1992)
- X-Men Legends II: Rise of Apocalypse (voz de Bobby Hollyday)
- Marvel Avengers Alliance - En el juego Emma Frost es un personaje de la segunda operación especial y participa como héroe en dicho juego
- Marvel Future Fight
- Marvel: Contest of Champions
- Lego Marvel Super Heroes
- Marvel Rivals

### Cómics animados
- Astonishing X-Men, con la voz de Lara Gilchrist.